# Biograph girl
Biograph Girl es un apodo asociado a dos actrices de principios del siglo xx, Florence Lawrence y Mary Pickford, que rodaron películas mudas con la Biograph Company. En aquella época, todos los estudios se negaban a dar a los actores créditos cinematográficos en la industria cinematográfica, pues no querían que se convirtieran en celebridades y obtuvieran salarios más altos. Esto ya había ocurrido con los actores de teatro, y los estudios no querían repetir la tendencia en el cine.
Como los actores eran principalmente anónimos, el público y la prensa empezaron a llamar a la popular actriz Florence Lawrence la "Biograph girl". En 1910, Carl Laemmle atrajo a Lawrence de la Biograph cuando fundó su nueva Independent Motion Picture Company, conocida como IMP (más tarde fundaría los Universal Studios en 1913). Laemmle quería que Lawrence fuera su atracción estrella, por lo que le ofreció más dinero ($250 a la semana) y un puesto en la marquesina, algo que Biograph no permitía en aquella época. Lawrence firmó con él; Laemmle hizo circular rumores sobre su muerte en la prensa y más tarde publicó anuncios criticando los mismos rumores. Esta publicidad, que coincidió con el estreno de su primera película IMP, The Broken Oath (1910), la convirtió en un nombre muy conocido. Rápidamente se convirtió en la primera estrella de cine con estatus de celebridad, y la primera persona en aparecer en los créditos de su película. A partir de entonces, otros actores empezaron poco a poco a recibir créditos en las películas.
Después de que Lawrence dejara Biograph, Mary Pickford empezó a ganar popularidad en el estudio y pronto fue apodada la nueva "Biograph Girl" hasta que ella también recibió créditos en sus películas.
Casualmente, tanto Lawrence como Pickford eran originarias de Ontario, Canadá; Pickford era de Toronto y Lawrence de Hamilton. Además, ambas fueron criadas por sus madres, ya que sus padres murieron con una semana de diferencia (en accidentes no relacionados) en febrero de 1898.